# Glinojeck
Glinojeck es un pueblo de Polonia, en Mazovia, a orillas del río Wkra.  Es la cabecera del distrito (Gmina) de Glinojeck, perteneciente al condado (Powiat) de Ciechanów. Su población es de 3.117 habitantes.
Entre 1975 y 1998 perteneció al voivodato de Ciechanów.